# Javier Ortega Smith
Francisco Javier Ortega Smith-Molina (Madrid, 28 de agosto de1968) é um advogado e político espanhol. Atualmente, assume as funções de deputado no Congresso dos deputados, vogal do comité executivo nacional do vox e vereador da Câmara Municipal de Madrid.

## Biografia
Nasceu a 28 de agosto de 1968 em Madrid, filho de pai espanhol, Víctor Manuel Ortega Fernández-Arias e mãe argentina, Ana María Smith-Molina Robbiati, Smith tem dupla nacionalidade espanhola e argentina. A sua família está fundamentalmente ligada ao mundo do direito. É primo do general de divisão na reserva Juan Chicharro Ortega, presidente executivo da Fundação Nacional Francisco Franco, com quem Ortega Smith mantém uma relação próxima.
Apesar da sua família residir em Arturo Soria no bairro Ciudad Lineal de Madri, ele estudou na escola San Agustín de Padre Damián, no bairro Chamartín. Colaborador da revista «Así» de FE de las JONS de Ciudad Lineal, em 1986, aos 17 anos, assinou o artigo «Não esquecer» nesta publicação, Ortega Smith mencionava a figura de José Antonio Primo de Rivera.

## Serviço militar
Estudou os primeiros anos da sua licenciatura em direito num centro educacional em Toledo dependente da Universidade Complutense de Madrid, obtendo o grau de bacharel na Universidade de Alcalá. Mais tarde, formou-se na Escola de Práticas Jurídicas do ICADE.
Prestou serviço militar obrigatório durante nove meses nos Grupos de Operações Especiais (GOES) um órgão de elite das Forças Armadas Espanholas, no extinto «COE 13», dentro do «GOE 1», sediado na base Logística de San Pedro, na cidade de Colmenar Viejo (Madrid). Após este serviço, aos 26 anos, estreou-se na política no Foro, grupo político liderado por Eduardo Punset,  concorrendo em 1994 no cargo 55 da candidatura da coligação do Foro com o CDS às eleições ao Parlamento Europeu.

## Atividade política

### Membro fundador do Vox

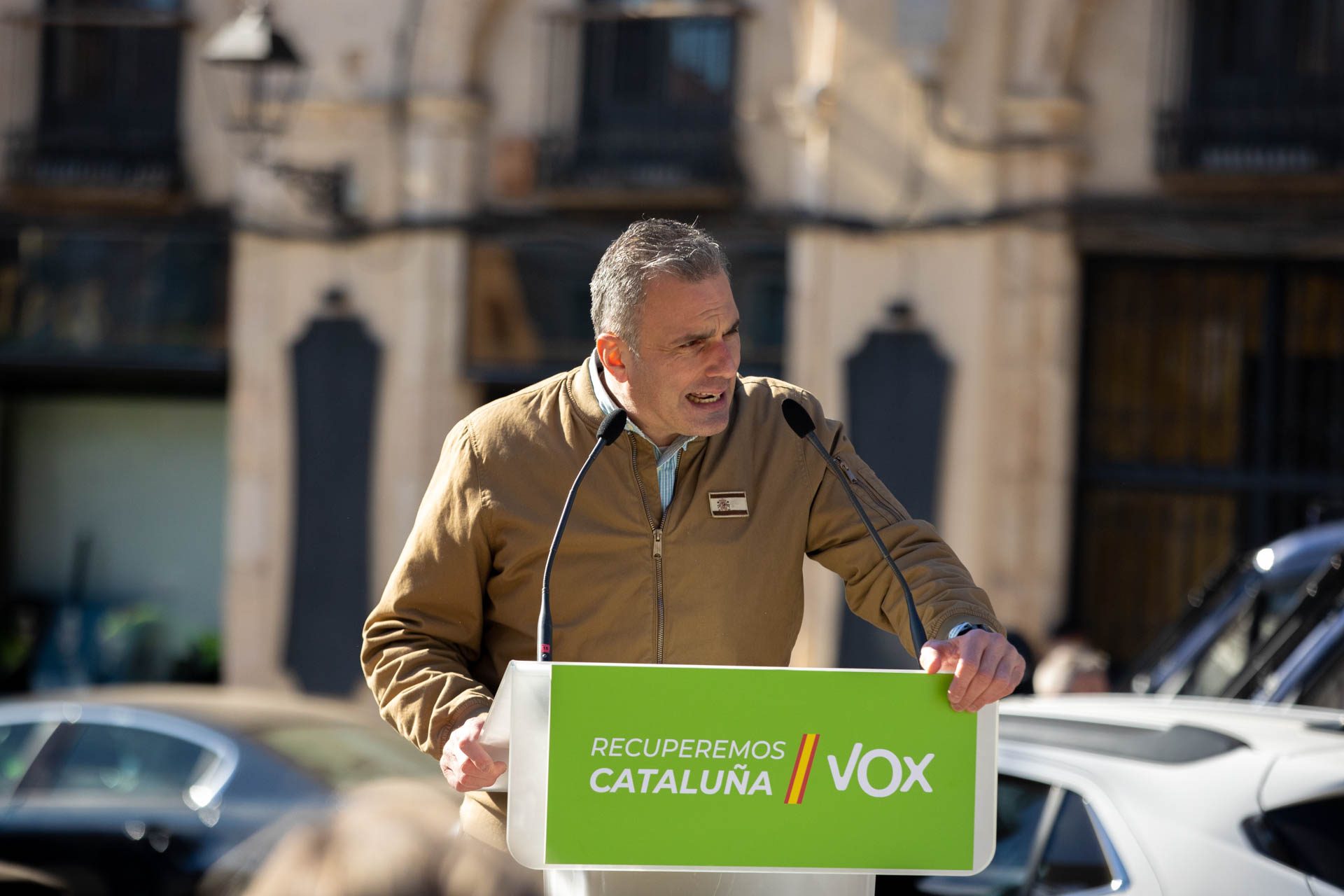
Ortega Smith discursando na Catalunha

Instalado em Chamberí, desenvolveu a sua atividade profissional como advogado. Em 2012, atuou como advogado de Santiago Abascal no julgamento no Tribunal Superior Nacional contra alguns desordeiros que repreenderam Santiago Abascal na câmara de Llodio anos antes. Acompanhado por Iván Espinosa de los Monteros, os três, juntamente com a esposa deste último, Rocío Monasterio, desenvolveram uma estreita amizade depois disso. Como jurista, atuou no departamento jurídico da Fundação DENAES (para a «Defesa da Nação Espanhola»), atuando também como porta-voz da organização.
Membro fundador do partido político VOX, foi incluído em 2013 como vice-presidente provisório da organização no processo de registo no Ministério do Interior necessário à legalização do partido político. O VOX foi oficializado como partido político em janeiro de 2014.
Concorreu como chefe da lista VOX na candidatura às eleições municipais de maio de 2015 em Madrid, e perante as eleições gerais de dezembro de 2015 foi candidato do Vox nas eleições para o Senado pelo círculo eleitoral de Madrid, obtendo  34.702 votos. Repetiu como candidato do VOX ao Senado de Madrid nas eleições de junho de 2016, obtendo 26.781 votos.
Em junho de 2016, participou num ato de protesto no qual um grupo de ativistas desfraldou uma bandeira espanhola numa encosta do Rochedo de Gibraltar para exigir a devolução da cidade do Reino Unido à Espanha. Ortega Smith concordou e nadou para evitar cruzar a fronteira do Território Ultramarino Britânico.
Desde 2017, Javier Ortega Smith atuou como advogado em diferentes instâncias judiciais da acusação popular contra as ações do processo de independência da Catalunha, participando desde o seu início em fevereiro de 2019 na fase oral do julgamento no Supremo Tribunal contra o políticos do governo da Generalitat da Catalunha processados por um suposto crime de sedição e peculato, que ficou denominada como Causa Especial 20907/2017.

## Deputado no Congresso dos Deputados

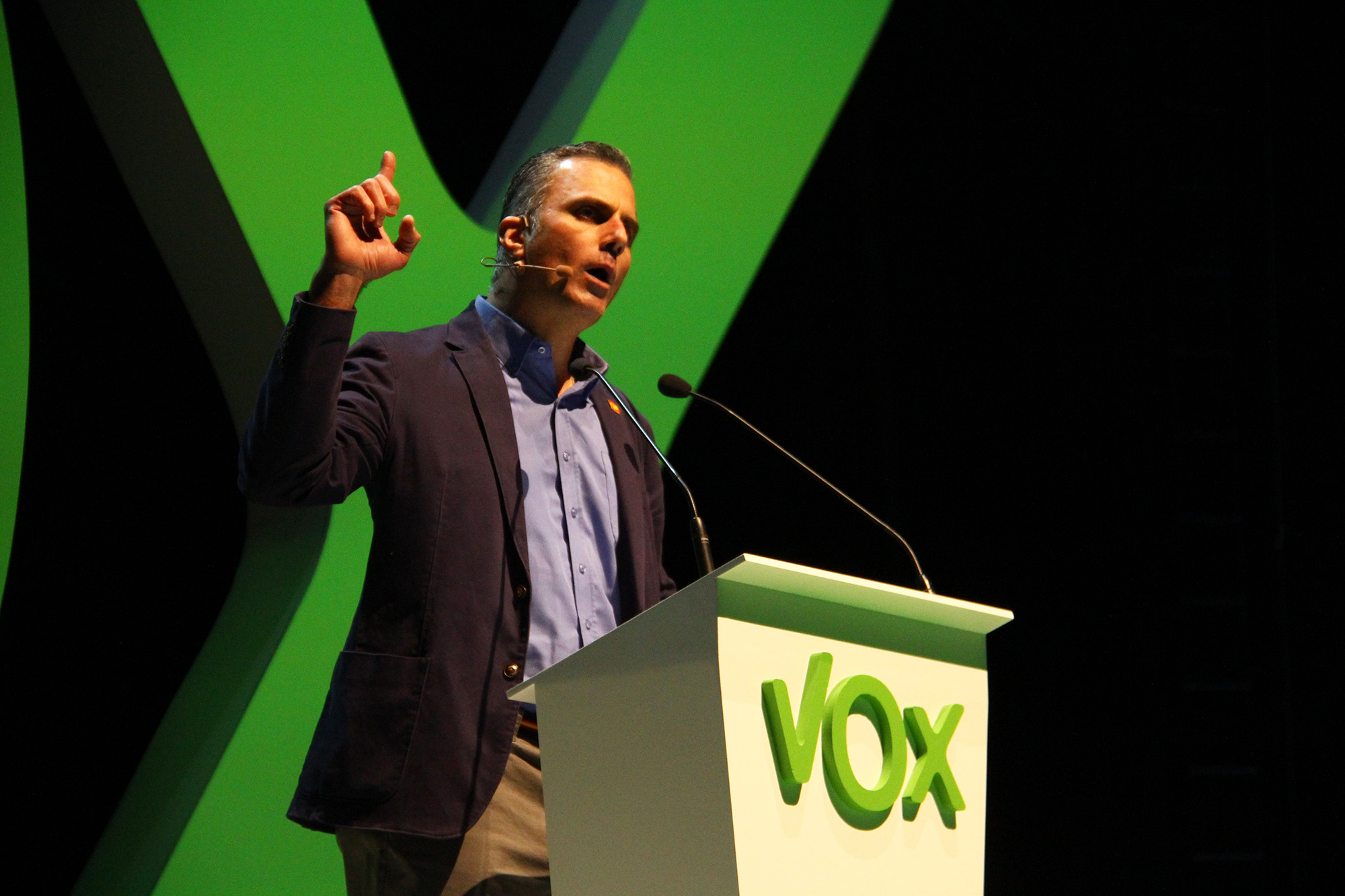
Javier Ortega Smith, discursando num comício em Vistalegre

Incluído como número 2 na candidatura VOX às eleições para o Congresso dos Deputados em abril de 2019 para Madrid, foi eleito deputado.
Encabeçando a lista da candidatura VOX às eleições municipais de maio de 2019 em Madrid, obteve um mandato como vereador na Câmara Municipal de Madrid, que combinou com a eleição de deputado. Repetiu sua posição na lista VOX para Madrid nas eleições gerais de novembro de 2019 e renovou o seu assento na Câmara dos deputados.
A 27 de novembro de 2019, foi reprovado pelo plenário da Câmara Municipal de Madrid pelo seu comportamento durante o ato municipal comemorativo do Dia Internacional Contra a Violência de Gênero, realizado a 25 de novembro de 2019, pela "sua falta de respeito pelas vítimas de violência de gênero" e por "boicotar atos institucionais". A resposta de Ortega Smith foi: “Eles não estão aqui para me censurar, mas para amordaçar todos aqueles que legitimamente querem dar voz a essa Espanha silenciada que você silenciou por décadas. Perde toda a esperança de que deste grupo municipal, de qualquer parlamento autônomo ou Congresso ou Senado vamos desistir de continuar a defender a liberdade de todos os espanhóis. Lembre-se que quem foi interrompido, insultado e impedido de falar fui eu".

A 10 de março de 2020, no contexto da pandemia do coronavírus em andamento, o VOX confirmou que Ortega Smith havia testado positivo para o vírus SARS-CoV-2. Ortega Smith, que havia viajado para a Lombardia (Itália) em fevereiro, um dos primeiros focos graves da epidemia na Europa. Ortega Smith apresentou sintomas semelhantes aos causados pelo coronavírus durante um evento do partido político realizado dois dias antes em Vistalegre, que contou com a presença de cerca de nove mil militantes. Ele publicou um vídeo em sua conta no Twitter no qual mostrava imagens de seu dia-a-dia enquanto se recuperava do coronavírus confinado na sua casa.